# Gottfried Schwarz
Gottfried Schwarz, född 3 maj 1913 i Fürth, död 19 juni 1944 i San Pietro al Natisone, var en tysk Untersturmführer, som var delaktig i Aktion T4, Nazitysklands massmord på psykiskt och fysiskt funktionshindrade personer, och Operation Reinhard, förintandet av judarna i Generalguvernementet. Han var ställföreträdande kommendant i förintelselägret Bełżec.
I början av andra världskriget tjänstgjorde Schwarz vid krematorierna på anstalterna i Grafeneck, Brandenburg och Bernburg. År 1941 kommenderades han till Bełżec, där han blev ställföreträdande kommendant och ansvarig för gasningsanläggningen. I mars 1943 utsågs Schwarz till kommendant i arbetslägret Dorohucza, där i huvudsak nederländska judar var internerade. I slutet av 1943 sändes han till nordöstra Italien för att strida mot jugoslaviska partisaner. Han dödades i strid i juni året därpå.